# Пушкин, Матвей Степанович
Матвей Степанович Пушкин (ок. 1630—1706) — стольник, окольничий, боярин, наместник и воевода. В царствование Фёдора Алексеевича один из выдающихся деятелей своего времени.
Представитель дворянского рода Пушкиных. Старший сын окольничего и воеводы Степана Гавриловича Пушкина († 1656). Младший брат — боярин Яков Степанович Пушкин († 1699).

## Биография
Стольник, дворянин в полномочном посольстве в Польшу (1649), в следующие годы постоянно «при государе» и исполнял разные ответственные поручения.
В 1654—1655 годах, во время Польской войны, есаул царя Алексея Михайловича, послан «с государевым жалованным словом и о здоровье спрашивать» боярина и воеводу кн. Алексея Никитича Трубецкого (1655). Должен был поехать навстречу возвращавшемуся из Малороссии боярину Василию Васильевичу Бутурлину с милостивым словом (1656), но так как Бутурлин умер дорогой, то вместо Пушкина посланы два стряпчих. Ездил в Быхов к окольничему и воеводе кн. Ивану Ивановичу Лобанову-Ростовскому с товарищи и к ратным людям, с милостивым царским словом, и о здоровье спрашивать, и с золотыми (1659). Исполнил то же поручение по отношению к кн. Григорию Семеновичу Куракину, в Севске (1661). Часто бывал рындой (1655-1663), при приёмах грузинского царя Теймураза I, имеретинского царя Александра, разных посланников, послов и гонцов. В те же года постоянно стоял у государева стола за торжественными обедами, не только в Грановитой палате, но и у патриарха, когда там обедал царь. Представил царю «Сказку о Никоне патриархе» (1658). Послан в Онежский Крестный монастырь к патриарху Никону, чтобы попросить у него письменное благословение на избрание нового патриарха (февраль 1660). Присутствовал на встрече послов немецкого императора за Тверскими воротами в Москве (1661), при приёме царём польских и шведских послов (1667). Пожалован в окольничие (1668). Дневал и ночевал у гроба царевича Симеона Алексеевича (1669) и у гроба царевича Алексея Алексеевича (1670). Второй воевода в Смоленске (1672-1675).
В числе других был на «приезде» у государя, и ему пожалован титул наместника Алатырского (15 января 1675). Боярин Артамон Сергеевич Матвеев объявил по царскому указу боярину кн. Алексею Андреевичу Голицыну и Пушкину, чтобы они были у царя «у руки» и затем немедленно ехали бы на службу в Киев (11 февраля 1675). Ему было велено «для крымских вестей» стоять в Севске (7 марта 1675). Посол в Польшу (1675). Для обороны Киева и других малороссийских городов был послан кн. Михаил Алегукович Черкасский с большим полком (начало 1678); в товарищи к нему были назначены: боярин Пётр Васильевич Шереметев, Пушкин и окольничий Семён Фёдорович Толочанов, начальствовавшие Севским полком, который должен был войти в состав большого полка. В Москве (конец 1678) Пушкин сопровождал царя в его богомольных «походах» по московским монастырям, участвовал в крестном ходе (22 октября 1678). Воевода в Астрахани (1679—1680). Подписался под соборным деянием об уничтожении местничества (12 января 1682). В том же году при венчании на царство Иоанна и Петра Алексеевичей нёс скипетры вместе с Иваном Ивановичем Чаадаевым, а в Успенском соборе во время самого чина венчания держал «яблоки» (то есть державы царские). Пожалован в бояре (1683). Воевода в Смоленске вместе с Борисом Бутурлиным (1684). В Польше на посольском съезде, на котором присутствовал кн. Яков Никитич Одоевский, и Пушкину приходилось заботиться о выдаче разных припасов лицам, состоявшим на службе при кн. Одоевском (1684). Состоял, по-видимому, в оживлённой переписке с кн. Одоевским и при одной из своих отписок он препроводил ему, для предъявления польским комиссарам, несколько тетрадей, в которых были записаны обиды, причиненные поляками жителям Смоленска и его уезда. Все известия о событиях за границей пересылались в Посольский приказ смоленскими воеводами Пушкиным и Борисом Бутурлиным, которые получали их в запечатанных пакетах от стольника Назария Краевского. Сопровождал царей Иоанна и Петра на богомолье в разные монастыри (1684—1689), участвовал в крестных ходах (1690—1693). Начальник Владимирского Приказа (1685). Назначен ведать Расправную палату (1690). Главный судья в приказе Казанского дворца (1693). Дневал и ночевал при гробе царя Ивана V Алексеевича (1696). Назначен воеводой в Азов (20 февраля 1697), но на воеводство не послан, так как ему объявлен из Преображенского приказа именной указ о лишении его боярской чести, конфискации поместий и вотчин и ссылке с женою и внуком в Енисейск (28 марта 1697), по делу Алексея Соковнина и в связи с казнью его сына стольника Фёдора Матвеевича.

## Семья и дети
1-я жена — Прасковья Тимофеевна Ладыгина (? — 1684)
2-я жена — княжна Анна Степановна Долгорукова (? — 1715), дочь князя Степана Васильевича Долгорукова.
Единственный сын — Фёдор Матвеевич Пушкин (? — 1697), стольник (1676), повешен за участие в заговоре против царя Петра Великого.
Единственный внук — Тимофей Фёдорович Пушкин. 